# Правителство на Васил Радославов 2
Второто правителство на Васил Радославов е тридесет и четвърто правителство на Царство България, назначено с Указ № 10 от 4 юли 1913 г. на цар Фердинанд Сакскобургготски. Управлява страната до 20 декември 1913 г., след което е наследено от третото правителство на Васил Радославов.

## Политика
Кабинетът на д-р Радославов води преговорите по сключването на Букурещкия мирен договор и го подписва на 28 юли 1913 г. Клаузите му се превръщат в „Първа национална катастрофа“ на България. Румъния заграбва Южна Добруджа, Сърбия – Вардарска, а Гърция – Егейска Македония. Над 1 милион българи остават под сръбска и гръцка власт. Броят на бежанците надхвърля 250 хиляди души. Нанесен е непоправим удар върху българските културни институции, присъствие и влияние в Македония и Одринско.
На 16 септември 1913 г. е сключен мирен договор и с Турция. Одринска Тракия преминава отново в границите на Османската империя. България се задължава да обезщети бившите си съюзници със 780 милиона златни франка. Към територията на Царство България са присъединени части от Беломорието (между реките Марица и Места) и Пиринска Македония. Въпреки военния разгром фабричната индустрия и земеделието на България не са силно засегнати. Излазът на Егейско море дава възможност за бързо стопанско развитие и търговия.

### Разпускане на кабинета
Непосредствено след края на Междусъюзническата война политическата обстановка в страната рязко се изостря. Мнозинство в парламента имат привържениците на съглашенофилските партии. Те влизат в открит конфликт с либералното правителство. В проведените през ноември 1913 г. парламентарни избори радословистите отново не успяват да си осигурят мнозинство. Цар Фердинанд, недоволен от изборните резултати, разпуска Шестнадесетото Обикновено народно събрание и насрочва нови парламентарни избори през февруари 1914 г. В края на декември царя възлага отново на д-р Радославов да образува кабинет, в който да влязат представители на Либералната, Народнолибералната и Младолибералната партия.

## Съставяне
Кабинетът, оглавен от Васил Радославов, е образуван от представители на Либералната партия (радослависти), Народнолибералната партия и Младолибералната партия.

### Кабинет
Сформира се от следните 9 министри:
| министерство                                | име | име                    | партия                          |
| ------------------------------------------- | --- | ---------------------- | ------------------------------- |
| председател на Министерския съвет           |     | Васил Радославов       | Либерална партия (радослависти) |
| външни работи и изповедания                 |     | Никола Генадиев        | Народнолиберална партия         |
| вътрешни работи и народно здраве            |     | Васил Радославов       | Либерална партия (радослависти) |
| финанси                                     |     | Димитър Тончев         | Младолиберална партия           |
| народно просвещение                         |     | Петър Пешев (упр.)     | Либерална партия (радослависти) |
| война                                       |     | Георги Вазов           | военен                          |
| търговия, промишленост и труда              |     | Жечо Бакалов           | Младолиберална партия           |
| обществени сгради, пътища и благоустройство |     | Петър Динчев           | Народнолиберална партия         |
| железници, пощи и телеграфи                 |     | Богдан Морфов          | безпартиен                      |
| правосъдие                                  |     | Петър Пешев            | Либерална партия (радослависти) |
| земеделие и държавни имоти                  |     | Никола Генадиев (упр.) | Народнолиберална партия         |

### Промени в кабинета

#### от 22 юли 1913
| министерство | име | име              | партия |
| ------------ | --- | ---------------- | ------ |
| война        |     | Климент Бояджиев | военен |

#### от 23 септември 1913
| министерство                                | име | име              | партия                          |
| ------------------------------------------- | --- | ---------------- | ------------------------------- |
| народно просвещение                         |     | Петър Пешев      | Либерална партия (радослависти) |
| правосъдие                                  |     | Христо Попов     | Либерална партия (радослависти) |
| земеделие и държавни имоти                  |     | Петър Динчев     | Народнолиберална партия         |
| обществени сгради, пътища и благоустройство |     | Добри Петков     | Народнолиберална партия         |
| железници, пощи и телеграфи                 |     | Никола Апостолов | Народнолиберална партия         |

#### от 17 декември 1913
| министерство                | име | име                     | партия                          |
| --------------------------- | --- | ----------------------- | ------------------------------- |
| външни работи и изповедания |     | Васил Радославов (упр.) | Либерална партия (радослависти) |